# Авіаперевезення
Авіаперевезення — спосіб транспортування вантажів, пошти і перевезення пасажирів за допомогою повітряних суден.

## Класифікація
Авіаперевезення заведено класифікувати по напрямку, категорії вантажу і типу завантаження.

### Прості перевезення
Також називаються «генеральні перевезення» — транспортування генерального вантажу у пункт призначення, а замовником такої послуги є власник товарів, що перевозяться. Основна перевага генеральних перевезень — висока оперативність.

### Попутні перевезення
Попутні перевезення — використання вільного транспорту, що прямує в потрібному напрямку. Перевага такого формату транспортування вантажів — низька вартість.

### Човникові перевезення
В авіації цей формат прийнятий для транспортування пасажирів. Особливість човникових перевезень — повернення транспортного засобу в пункт відбуття без пасажирів на борту.

### Збірні перевезення
Збірні перевезення — це найбільш поширений формат транспортування штучних вантажів, при якому товари різних відправників консолідуються на складі і вирушають в міру накопичення їх оптимального обсягу. Відрізняються невисокою вартістю транспортування.